# Enfermedad de Marek
La enfermedad de Marek o parálisis de las gallinas es una enfermedad viral neoplásica sumamente contagiosas de las gallinas.  Ocasionalmente es diagnosticada en forma errónea como patología de tejidos es causada por un virus herpes alfa denominado virus de la enfermedad de Marek (MDV) o gallid herpesvirus 2 (GaHV-2).  La enfermedad se caracteriza por la presencia de linfomas de células T como también por la infiltración de  nervios y órganos por linfocitos.  Los virus relacionados con el MDV parecen ser benignos y pueden ser utilizados como base para vacunas para prevenir la enfermedad de Marek.  Por ejemplo, el Herpesvirus de los Pavos (HVT), no parece causar una enfermedad en los pavos y es utilizado como base de vacunas para la prevención de la enfermedad de Marek.  Las aves infectadas con GaHV-2 pueden ser portadoras y propagadoras a lo largo de su vida del virus.  Los pollos recién nacidos se encuentran protegidos durante algunas semanas por medio de anticuerpos maternos.  Luego de la infección, se desarrollan lesiones microscópicas en el lapso de una a dos semanas, y a las tres a cuatro las lesiones son muy relevantes.  El virus se propaga en la caspa de los folículos de las plumas y transmitidos mediante inhalación.

## Síndromes

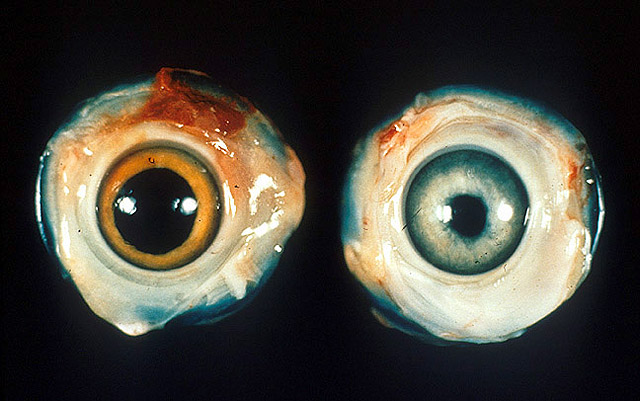
Izquierda - ojo de un pollo sano. Derecha - Ojo de un pollo con la enfermedad de Marek.

Existen varios síndromes identificados que se manifiestan durante una infección de la enfermedad de Marek.  Estos síndromes pueden manifestarse en forma concurrente.
- La enfermedad de Marek clásica o neuro-linfomatosis causa parálisis asimétrica de uno o más miembros.  Si se compromete el nervio vago, entonces puede manifestarse dificultades para respirar o dilatación del buche. Además de lesiones en los nervios periféricos, es común se produzcan infiltraciones/tumores linfomatosos en la piel, músculo del esqueleto, órganos y víceras. Los órganos que suelen infectarse comprenden los ovarios, bazo, hígado, riñones, pulmones, corazón, proventriculus y adrenales.
- La enfermedad de Marek aguda es una epidemia en una población que no tiene antecedentes de infecciones previas o que no ha sido vacunada, que causa depresión, parálisis, y muerte de un gran número de aves (puede llegar hasta el 80 por ciento de mortandad). La edad para comienzo de contagio es significativamente menor que en la forma clásica, las aves cuentan de cuatro a ocho semanas de edad cuando son afectadas. Se observa la infiltración múltiples órgans y tejidos.
- La linfomatosis ocular causa la infiltración de linfocitos en el iris (haciendo que el iris tome un tono gris), anisocoria, y ceguera.
- La enfermedad de Marek cutánea causa lesiones circulares en los folículos de las plumas.[2]
- La arterioesclerosis es inducida en pollos que han sido infectados en forma experimental.[3]
- Inmunodepresión el efecto sobre los linfocitos-T previene que el organismo adopte respuestas inmunitarias competentes contra desafíos patogénicos y las aves afectadas se vuelven más susceptibles a infecciones de enfermedades tales como  coccidiosis y "Escherichia coli".[4] No solo eso, sin la estimulación por medio de inmunidad estimulada por células, la inmunidad humoral provista por las líneas de células-B de la Bursa de Fabricius también se ve cancelada. Como consecuencia las aves se encuentran inmunodeprimidas en forma total.

## Diagnóstico
La verificación de inflamación de nervios, especialmente el nervio ciático junto con signos clínicos en un ave que tiene entre tres y cuatro meses de edad es un indicio muy fuerte de la enfermedad de Marek. La presencia de nódulos en los órganos internos puede ser también un indicio de la enfermedad de Marek pero es preciso algunas pruebas adicionales para confirmación. Esto se lleva a cabo mediante estudios histopatológicos para confirmar la infiltración linfomatosa en los tejidos afectados. Diversos tipos de leucocitos pueden estar involucrados, incluidos linfocitos, linfoblastos, células reticulares primitivas y en forma ocasional células plasma y también células macrófagos. Las células T especialmente determinan el grado de malignidad, presentando cambios neoplásticos con presencia de mitosis.

## Epónimo
El nombre de la enfermedad hace honor al Doctor Jozef Marek.